# Aia, Baskien
Aia (baskiskt uttal: [ai.a], spanska: Aya) är en kommun i provinsen Gipuzkoa i den autonoma regionen Baskien i norra Spanien. Orten ligger cirka 16,5 kilometer sydväst om San Sebastián. Kommunen har 2 141 invånare (2024), på en yta av 55,27 km².